# Angela Peñaherrera
Angela Isadora Peñaherrera Jácome (16 de julho de 1985) é uma atriz, produtora de televisão e violonista equatoriana.

## Biografia
Angela Peñaherrera nasceu em 16 de julho de 1985, filha do muralista e fotógrafo Fabián Peñaherrera e da bailarina María Inés Jácome. Ela completou seus estudos primários através da educação Montessori e, em seguida, estudou na Torrance High School em Torrance, Califórnia.
Peñaherrera esteve no cenário musical independente do Equador em 2006. Ela foi membro fundador da banda punk feminina The Cassettes e atualmente é membro da banda de rock indie Moshi Moshi de Guayaquil. Sua primeira aparição no cinema foi no filme equatoriano Without Summer, Without Autumn, de Iván Mora Manzano, no papel de Paula, uma jovem em busca do sentido da felicidade.